# OpenSeaMap
OpenSeaMap – projekt informatyczny gromadzący ogólnie dostępne i użyteczne informacje i dane geoprzestrzenne w celu stworzenia światowej mapy oceanów, mórz i jezior. Mapy są dostępne na stronie internetowej OpenSeaMap i można z nich korzystać oraz pobierać je w celu użycia jako mapy cyfrowe i do aplikacji działających offline.
Projekt ten jest poszerzeniem OpenStreetMap o informacje nautyczne. Takie dane mogą być wykorzystywane zgodnie z licencją Open Database. Zapewnia to integrację z drukowanymi materiałami, stronami internetowymi i aplikacjami, bez ograniczeń wynikających z restrykcyjnych licencji lub opłat.

## Historia
Idea narodziła się podczas konferencji programistów OpenStreetMap jesienią 2008 r. w Linux Hotel w Essen w Niemczech. Grupa żeglarzy i programistów postanowiła tam rozszerzyć zakres opracowania OpenStreetMap o oceany, morza i akweny słodkowodne. Do końca 2009 r. opracowano architekturę projektu, a do stworzenia przykładowej mapy wybrano port „Warnemünde”. Od jesieni 2009 r. dostępny jest serwer dedykowany, a projekt współpracuje z kilkoma innymi projektami i organizacjami. W styczniu 2010 roku OpenSeaMap otrzymało stoisko podczas boot Düsseldorf, największego pokazu łodzi w Europie, umożliwiając po raz pierwszy, zaprezentowanie się dużej grupie specjalistów.

## Zawartość map

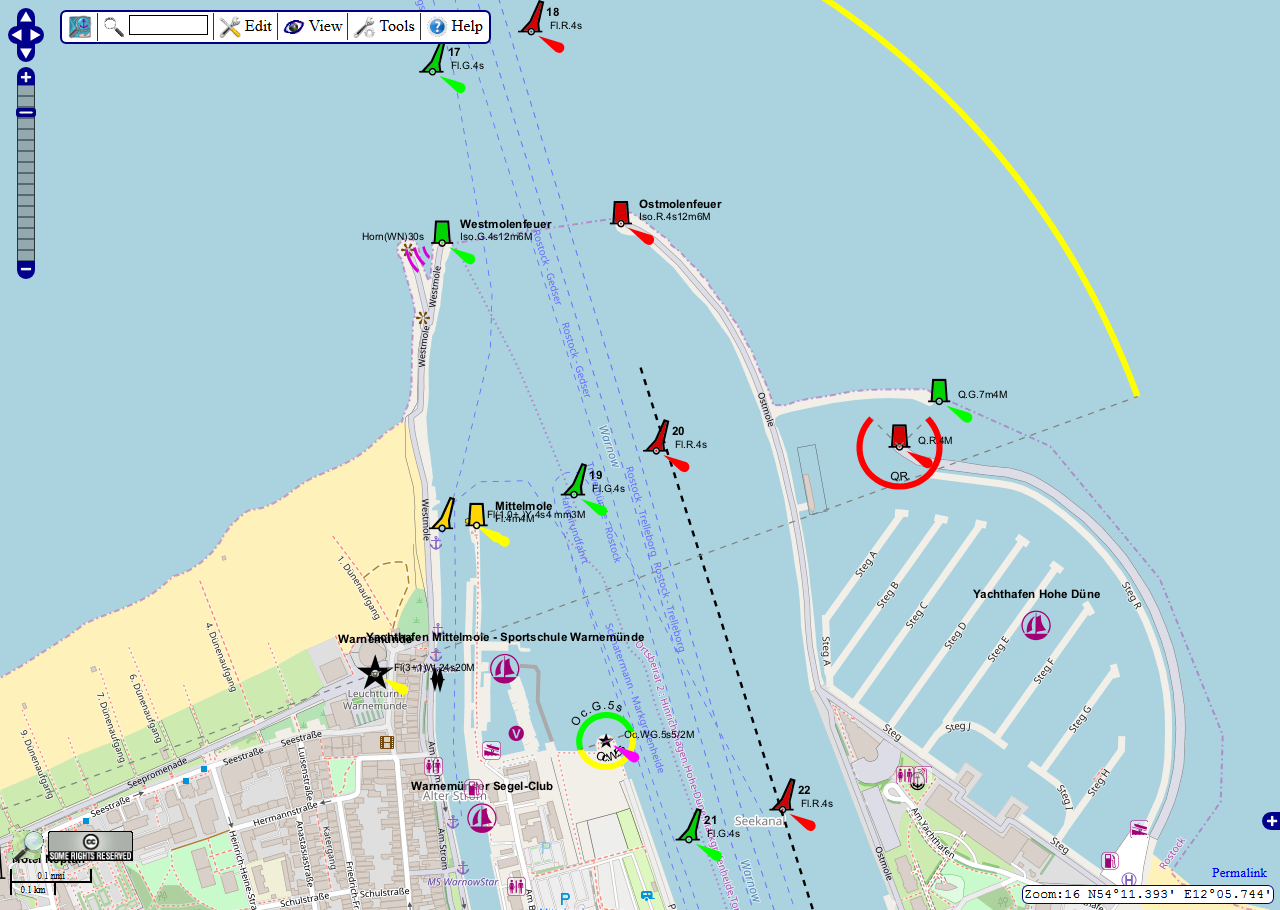
Przykładowy fragment mapy OpenSeaMap

- Mapy pokazują lub pokażą latarnie morskie, boje boczną, znaki kardynalne i inne pomoce nawigacyjne. W portach są lub zostaną zmapowane obiekty (ściana portu, molo, chodniki, doki, stacje paliw, dźwigi załadunkowe, drogi dojazdowe, linie kolejowe, linie promowe). Podobnie będą wyświetlane budynki publiczne, stoczniowe i jednostki zajmujące się naprawami, a także urządzenia sanitarne i użytkowe. Atrybuty nawigacyjne odpowiadają międzynarodowej normie IHO S-57.

Dane są prezentowane na wielu poziomach za pomocą OpenLayers na podstawowej mapie OpenStreetMap. OpenSeaMap zawiera dodatkowe warstwy, takie jak pomoce nawigacyjne, porty i tymczasowe informacje o regatach.

## Aplikacje
Mapa służy do planowania rejsów. Może być także przydatna jako pomoc dla turystów. Jego celem nie jest zastąpienie oficjalnych map morskich.
Mapa online
Mapa jest dostępna na każdym komputerze podłączonym do Internetu ze strony OpenSeaMap.org. Mapa jest codziennie aktualizowana.
Mapy offline
Mapy można również załadować do lokalnej pamięci komputera i można z niej korzystać na dowolnym urządzeniu bez dostępu do Internetu. Ta mapa umożliwia również korzystanie z niej na innych urządzeniach, takich jak urządzenia GPS firmy Garmin i Lowrance, telefony i urządzenia PDA. Mapa offline jest regularnie aktualizowana, zwykle co tydzień.
Aplikacja na iPad, iPhone, iPod touch
Darmowa aplikacja dla OpenSeaMap działa na iPadzie, iPhonie i iPodzie touch. Rzeczywista pozycja urządzenia jest pokazana na mapie. Pobrana mapa jest buforowana i może być używana bez połączenia z Internetem. Podczas połączeniu z Internetem aplikacja sprawdza, czy jest dostępna nowsza wersja mapy.
Nawigacja
W przypadku niektórych programów nawigacyjnych możliwe jest wyświetlanie bieżącej pozycji bezpośrednio na mapie za pośrednictwem podłączonego lub wbudowanego urządzenia GPS, śledzącego ruch statku. Interfejs NMEA może sterować autopilota, a tym samym kontrolować statek. Możliwe jest również wyświetlanie sygnałów AIS na mapie. Odpowiednimi narzędziami open source do prowadzenia są SeaClear, OpenCPN i GPSANGLER.

## Wielojęzykowość
Strona internetowa jest tłumaczona na sześć języków: angielski, niemiecki, francuski, włoski, hiszpański i rosyjski. Narzędzia i legendy są dostępne z interfejsem niemieckim, angielskim i francuskim. Nazwy miejsc na mapach są zawsze zapisywane w lokalnym języku i właściwym mu skrypcie. Zasięg geograficzny obejmuje cały świat. Dokładność opracowania zależy aktywności kartografów w danym rejonie i rośnie z każdym dniem.

## Aktualizacje
Każda aktualizacja danych jest natychmiast zapisywana w bazie i jest dostępna od razu po jej wprowadzeniu. Zmiany danych mapy podstawowej są widoczne po kilku minutach. Dane nawigacyjne, po ich wprowadzeniu, są obecnie (2010), widoczne na mapie po około dwóch dniach.

## Narzędzia do edycji

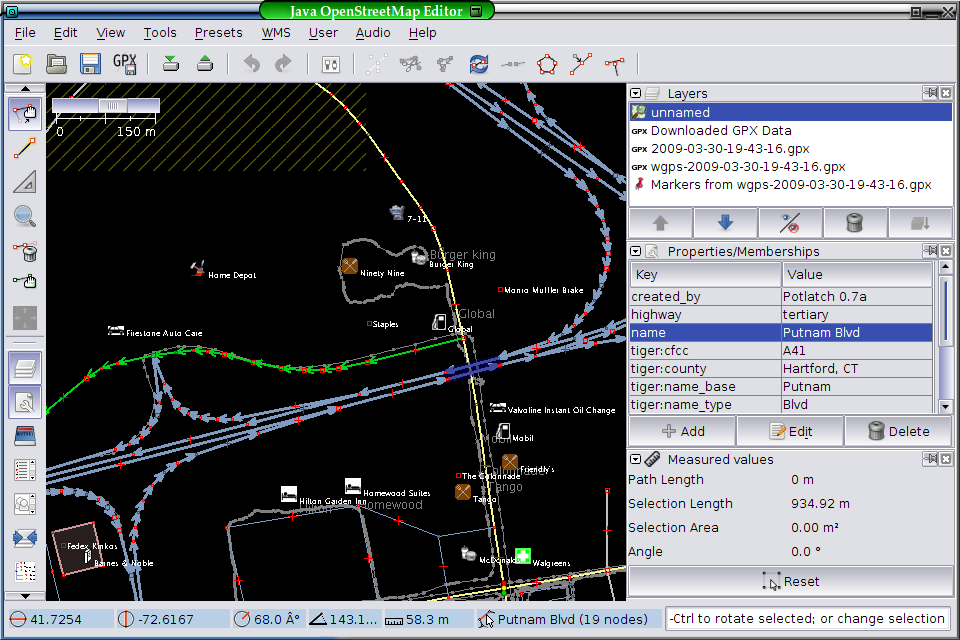
Edytor JOSM

Edytor Offline JOSM Editor z ulepszeniami nawigacyjnymi
JOSM jest domyślnym edytorem OpenStreetMap. Został rozszerzony plugin dodający funkcje pomocne przy edycji map nawigacyjnych. JOSM jest napisany w Javie i działa na wielu platformach komputerowych.
Aby edytować mapy, musisz zarejestrować się przy użyciu zweryfikowanego adresu e-mail. Rejestracja jest bezpłatna. Dostęp do odczytu nie wymaga rejestracji.
Inne programy, w celu odczytu i zapisu, mogą uzyskać dostęp do danych OpenSeaMap na serwerze, poprzez interfejs XML-RPC.

## Przewodniki portowe
Mapa zawiera listę portów, przystani i kotwicowisk. Wiele z nich zawiera dodatkowe informacje, do których można uzyskać dostęp przez wyskakujące okienko. Te przewodniki są zorganizowane jako Wiki, są tworzone przez użytkowników. Uwzględnione są w nim dane z wiki-projektu „SkipperGuide”. port manual „SkipperGuide” Na całym świecie dostępna jest w nim informacja o 5000 portach, w tym szczegółowe opisy 600 marin.

## Informacje o pogodzie

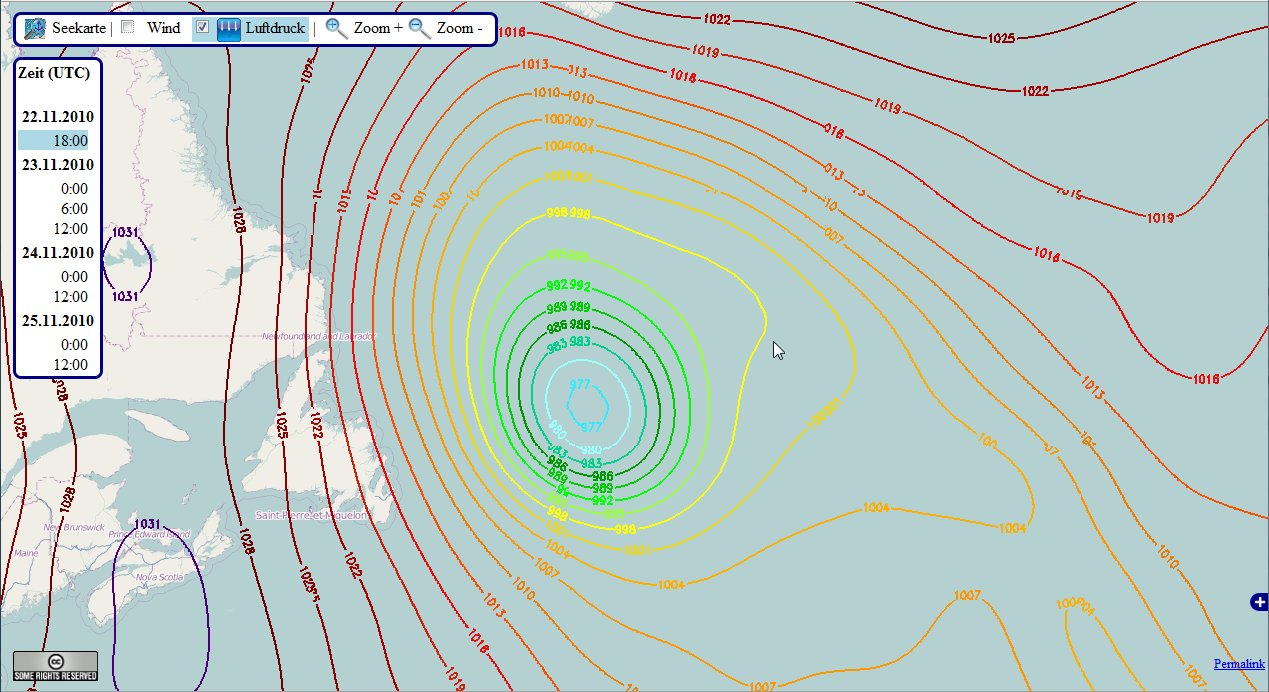
Mapa ciśnienia powietrza

Dla każdego portu tworzony jest Meteogram ze szczegółowymi prognozami wiatru i informacjami pogodowymi na kolejne osiem dni. Dostępne są dane pogodowe dla kierunku wiatru, prędkości wiatru, temperatury powietrza, ciśnienia powietrza, wilgotności względnej, zachmurzenia i opadów.

## Dane batymetryczne

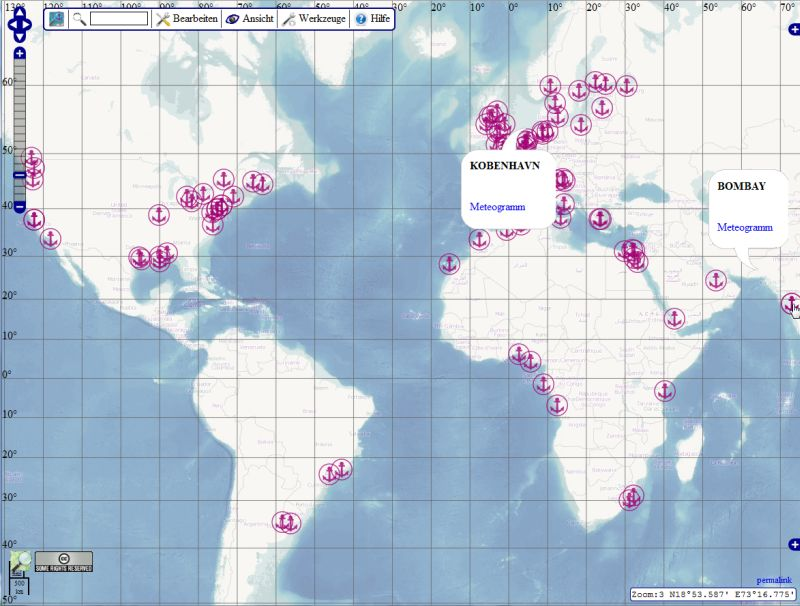
Bathymetric data

Głębokości od 100 do 10 000 m są pokazane w niebieskiej skali z 23 stopniami. Przy wyższych poziomach powiększenia map wyświetlane są również kontury głębokości. Dane są przekazywane we współpracy z GEBCO i jego batymetryczną bazą danych GEBCO_08.
Zobacz także OSMDCON.

## Głębokości wody z pomiarów użytkowników

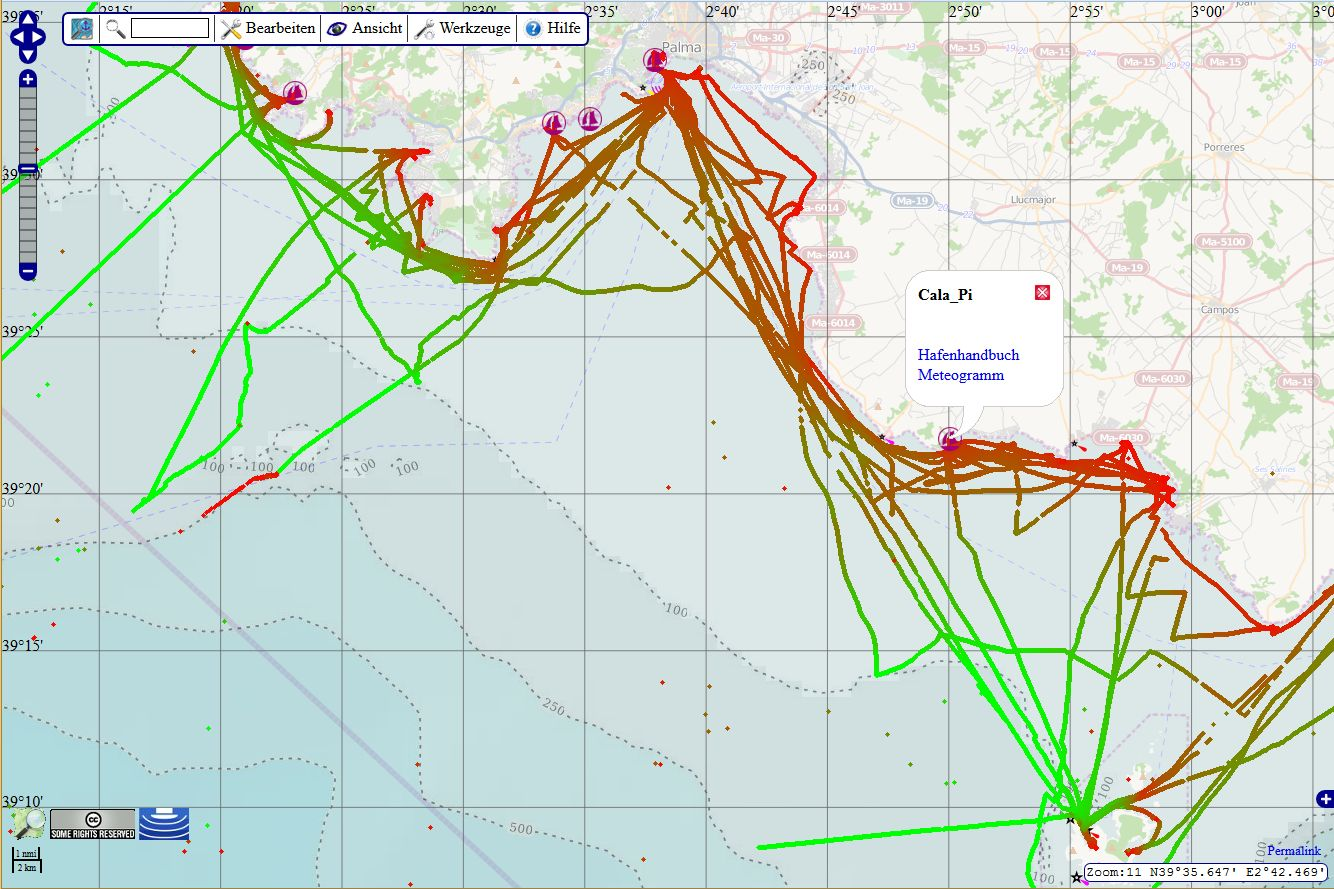
Głębokości wody obok Palma (ES)

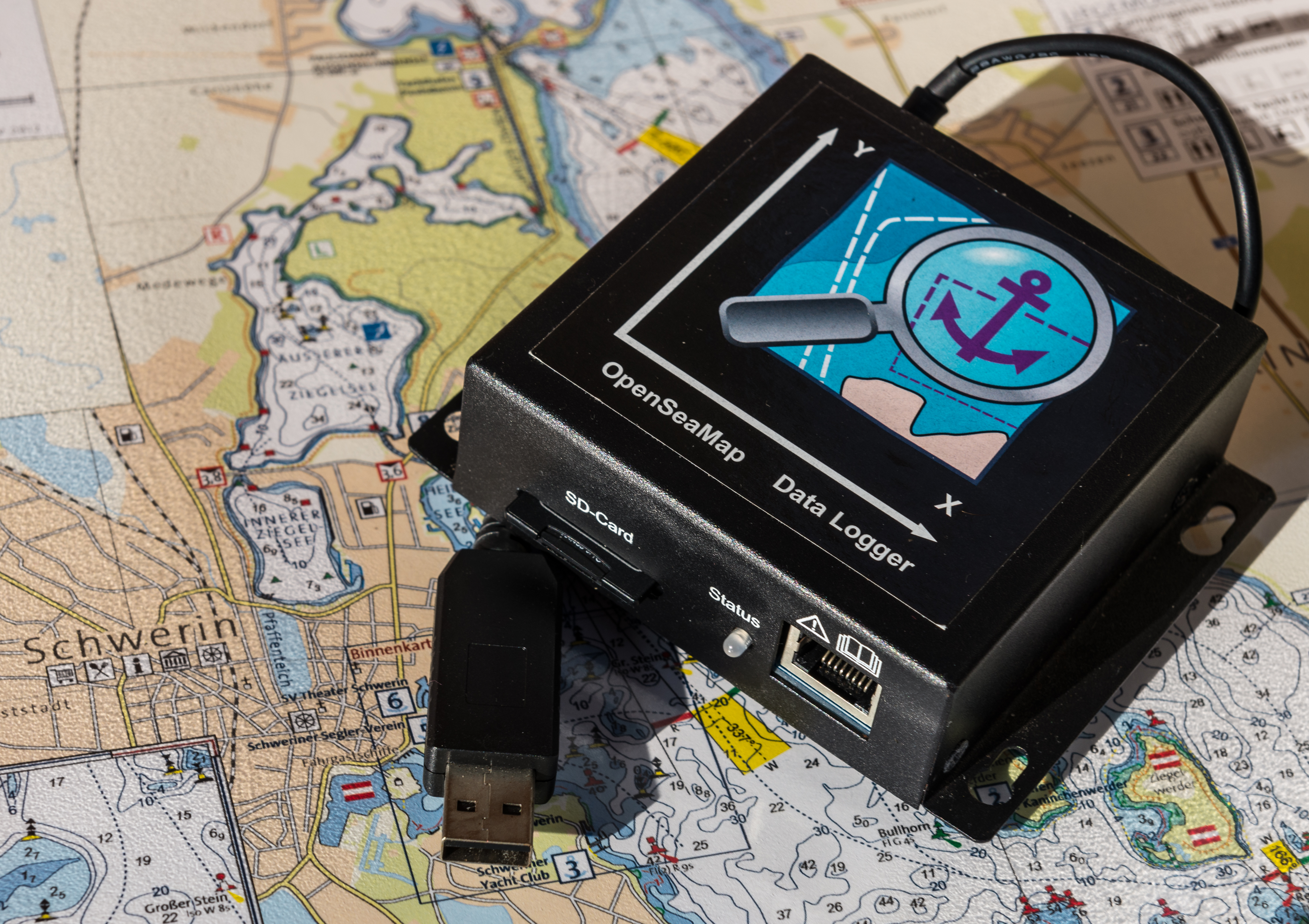
OpenSeaMap Data Logger – urządzenie do rejestracji głębokości

OpenSeaMap mierzy głębokości wody przez Crowdsourcing. Żeglarze, motorowodniacy, żegluga handlowa, nurkowie, rybacy zbierają głębokości wody od 0 do 100 m za pomocą echosondy i GPS. Nurkowie mogą także je zbierać z pomocą komputera nurkowego. Badane są wody przybrzeżne, jeziora i rzeki. Wynikiem jest model elewacyjny z liniami izobatycznymi. Hydrographische Nachrichten 95, 30. Jahrgang, Juni 2013, Seiten 23-27. Przesłane ścieżki są pokazane na mapie. Trwa dyskusja, w jaki sposób pozyskiwanie danych od kontrybutorów może wspierać i jak ulepszać pomiary.

## Artykuły z Wikipedii na mapie

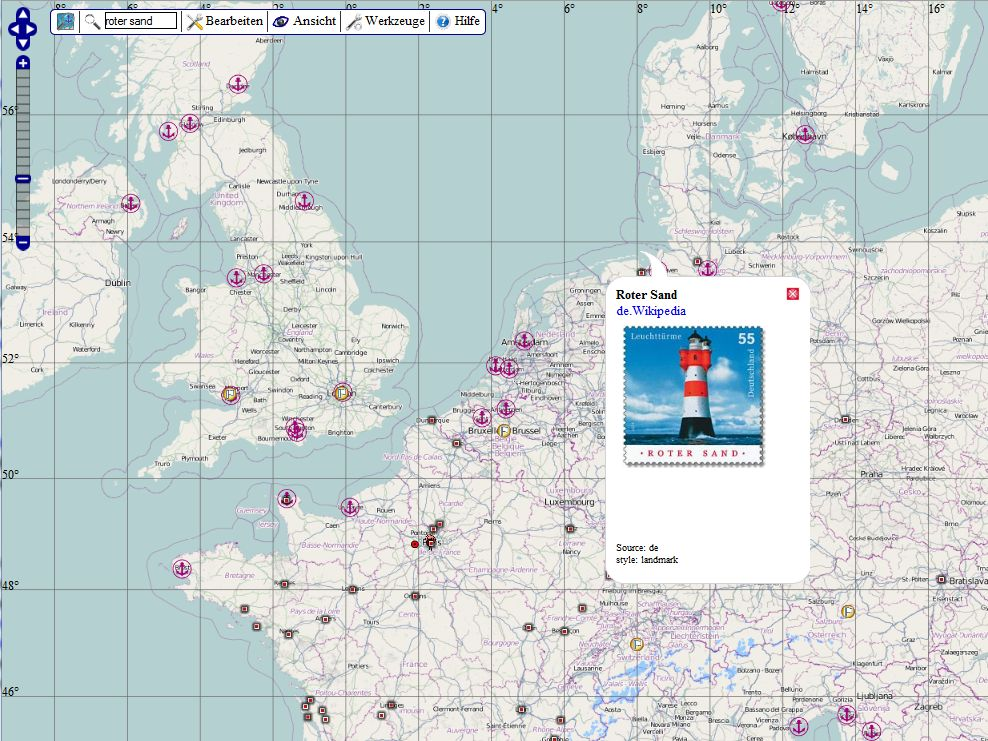
Integracja z Wikipedią

- „Wyświetl linki Wikipedii” – OpenSeaMap wyświetla wszystkie georeferencyjne artykuły z Wikipedii, na mapie jako ikony i opcjonalnie jako galerie zdjęć z Commons. Po najechaniu myszką otwierane jest okienko z tytułem artykułu i obrazkiem informacyjnym. Po jego kliknięciu otrzymasz odpowiedni artykuł w Wikipedii.